# Five Boats

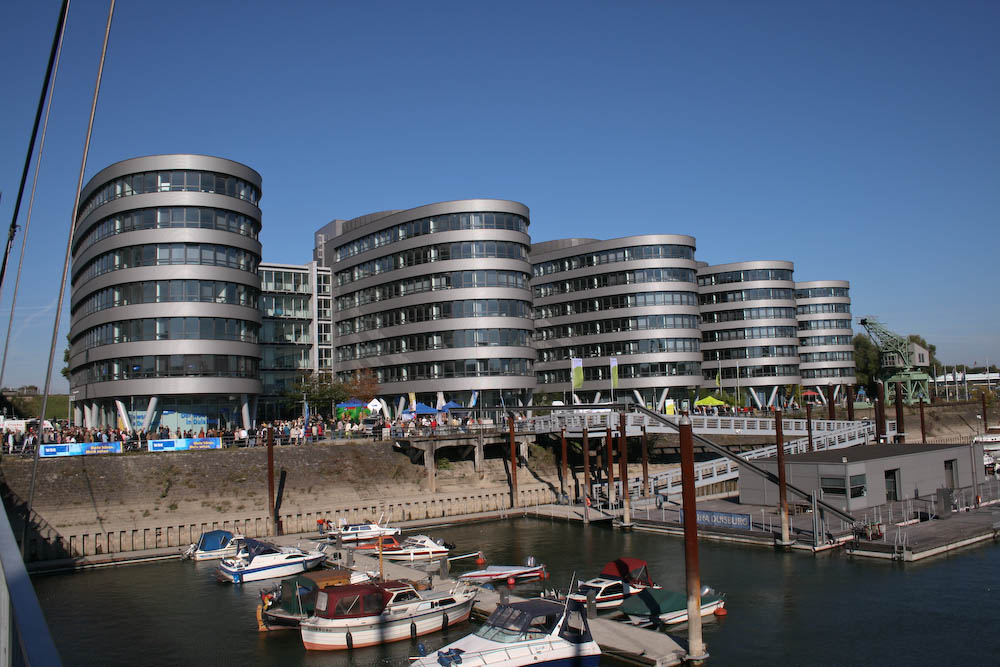
Five Boats von der Buckelbrücke aus

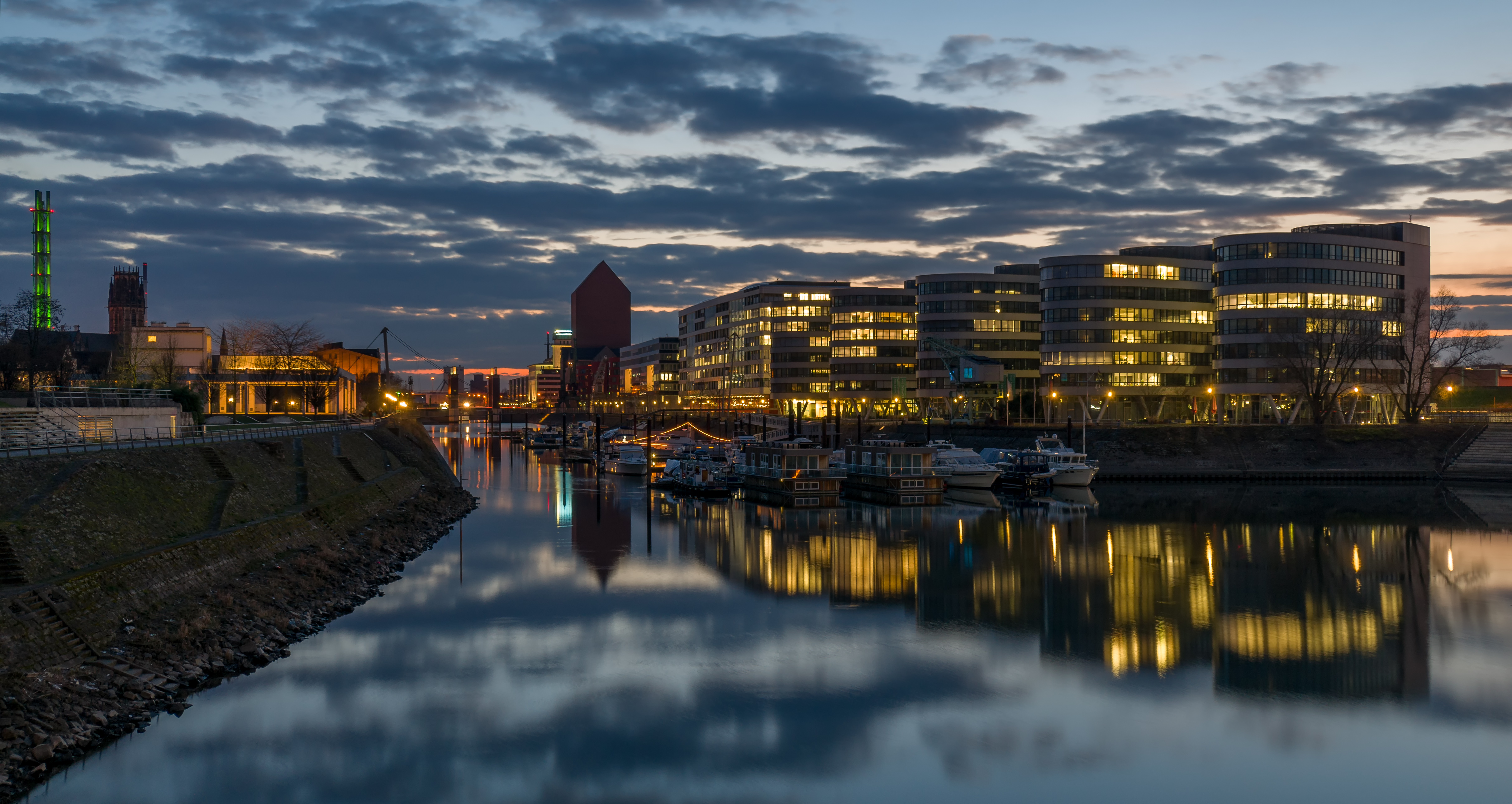
Sonnenuntergang vom Portsmouth-Damm aus

Das Five Boats ist ein Bürogebäude im Innenhafen von Duisburg direkt an der Buckelbrücke und dem Hitachi Power Office.
Das 2004 fertiggestellte, siebenstöckige Bürogebäude wurde vom Stardesigner Sir Nicholas Grimshaw & Partners aus London entworfen, die Detailplanung stammt vom deutschen Architekturbüro Bahl und Partner, die Projektleitung hatte die Kölbl Kruse GmbH, die Bauausführung stammt von der Bilfinger Berger AG, die Baukosten betrugen 50 Millionen Euro. Vorgabe war möglichst vielen Büros eine Anbindung an das Wasser zu ermöglichen. Durch die ovale Form der fünf einzelnen Bootskörper und die Auffächerung nebeneinander haben fast alle Büros einen Ausblick auf den Innenhafen bzw. die Innenstadt von Duisburg. Die 35 Büroetagen sind alle identisch geschnitten und modular aufgebaut, sodass eine sehr flexible Nutzung möglich ist. In den hinteren, nur sechsgeschossigen Quertrakten sind die Technik- und Versorgungsräume untergebracht. Die gesamte Bürofläche beträgt 22.000 m². Mieter ist die Betriebskrankenkasse Novitas BKK.
Im Erdgeschoss sind Einzelhandelsgeschäfte und Gastronomie auf 1.500 m² untergebracht. Im Untergeschoss befinden sich 175 Tiefgaragenstellplätze.
Nachts erleuchten die vier hinteren Quertrakte mittels LED-Technik in unterschiedlichen Farben und strahlen die Wellaluminiumflächen der Bootskörper an. Die insgesamt 660 m² großen Beleuchtungsfläche wurde pro Verbindungstrakt in zwanzig Felder aufgeteilt, deren Farbverläufe oder Lichtstimmungen frei programmiert werden können. Das Lichtkonzept entwickelte die spectral Gesellschaft für Lichttechnik mbH.